# Kościół św. Jana Chrzciciela w Mikluszowicach
Kościół św. Jana Chrzciciela w Mikluszowicach – rzymskokatolicki kościół parafialny znajdujący się w Mikluszowicach w powiecie bocheńskim województwa małopolskiego.
Kościół zbudowano w latach 1858-1863. Konsekrował go 28 czerwca 1891 r. biskup Ignacy Łobos. Przebudowany już w 1896 r. przybrał józefińską, urzędową postać. To kościół murowany z cegły, otynkowany, trzynawowy. Wnętrze posiada neobarokowy wystrój. Polichromia figuralna wykonana została przez Waleriana Kasprzyka w 1964 roku. Kościół posiada XVI-wieczną figurę Chrystusa Zmartwychwstałego wykonaną w późnogotyckim stylu stwoszowskim. Wśród obrazów na uwagę zasługuje dzieło Walerego Eljasza Radzikowskiego z Janem Chrzcicielem i Janem Ewangelistą oraz obraz Stanisława Fischera ze św. Józefem.